# Каетонас Склерюс
Каетонас Склерюс (лит. Kajetonas Sklėrius варіанти прізвища Склерюс, Шклеріс, Шклерюс, Sklerius, Šklėrius, Šklėris, Šklėrys, Šklerys; 27 липня 1876, село Кунігішкяй Анікщяйського району, Литва — 14 січня 1932, Каунас, Литва) — литовський художник-живописець, скульптор, видатний аквареліст, один з основоположників литовської школи акварелі.

## Біографія
Народився в багатодітній селянській родині. Навчався в початковій школі в рідному селі Кунігішкяй (1886—1890), потім у Єлгаві; закінчив гімназію в Паневежисі (1896). У 1896—1903 роках навчався в Училищі технічного малювання барона Штігліца в Санкт-Петербурзі, вивчав орнаментику і композицію, проте вибрав спеціальність скульптора і закінчив студію Матвія Чижова.
Під час навчання в Санкт-Петербурзі влітку 1902 працював при реставрації костелу Святих апостолів Петра і Павла у Вільно. У 1903 році Склерюс жив у Вільно. У 1904—1915 рр. викладав малювання в комерційному училищі та жіночій прогімназії в Лієпаї. Тут займався театральною діяльністю. У 1905 р. здійснив першу постановку литовського товариства взаємодопомоги вистави «Америка в лазні», ставив «живі картини».
У 1910 р. зацікавився технікою акварелі й почав інтенсивно писати.
У 1910, 1912 роках подорожував країнами Західної Європи. У 1915—1917 рр. жив і працював у Петрограді, потім у Талліні і Барановичах (1918), Каунасі (1919—1921), Москві (1921—1922).
З 1922 року викладав у Каунаській художній школі скульптуру, малювання, акварель (у 1925—1929 роках директор). Серед його учнів — Пятрас Александравічус, Юозас Мікенас, Бронюс Пундзюс, Наполеонас Пятруліс, Доміцеле Тарабільдене, Вітаутас Юркунас та інші відомі художники і скульптори Литви. У 1922—1923 роках очолював галерею Чюрльоніса, що в той час ще тільки створювалася. У Каунасі тісно спілкувався з письменником каноніком Юозасом Тумасовим-Вайжгантасом. У цей період Склерюс створив свої найзріліші твори.
1929 і 1931 роках подорожував країнами Західної Європи.
Помер 14 січня 1932 року в Каунасі. Був похований на каунаському Старому цвинтарі. При скасуванні цвинтаря близько 1960 останків були перепоховані на Петрашунському цвинтарі. На могилі встановлено гранітний пам'ятник з барельєфом і написом «Художник Каетонас Склерюс-Шкляріс 1876—1932» („ Dailininkas Kajetonas Sklėrius-Šklerys 1876–1932“ скульптори Пятрас Александравічюс і Юозас Пятруліс, 1967).

## Творчість
Учасник виставок з 1908 року. Перша персональна виставка відбулася в Лієпаї в 1912 році. На ній експонувалося, крім інших робіт, 80 скульптур; більшість було продано. На персональній виставці в Лієпаї у 1913 році експонував твори, створені під час поїздки по Європі. Персональні виставки проходили в Каунасі (1929; 1936).
У ранній період творчості займався скульптурою («Моя мати», 1907; «Діти» (1909)) і аквареллю («Хатинка», 1915; «Портрет естонця», 1915). Пізніше писав аквареллю переважно пейзажі та портрети. Творчості Склерюса властиві поєднання елементів реалізму і імпресіонізму, поетизація природи.

## Пам'ять
1933 колишня вулиця Пеледу в Каунасі була названа ім'ям К. Склерюса. У 1967 р. на будинку, в якому художник жив у 1929—1932 роках, встановлено меморіальну таблицю з написом литовською „Šiame name 1929–1932 m. gyveno dailininkas Kajetonas Šklėrius“.
З нагоди 130-річчя від дня народження був випущений поштовий конверт (художник Антанас Рімантас Шакаліс, 2006), відбулася ювілейна виставка в Каунасі.

## Творчість
- Склерюс (Sklėrius) Каетонас // Литва. Краткая энциклопедия / Й. Зинкус et al.. — Vilnius: Vyriausioji enciklopedijų redakcija, 1989. — С. 548. — 672 с. — 22 000 экз.
- Mulevičienė, Jolita. Sklėrius Kajetonas // Visuotinė lietuvių enciklopedija / Stasys Vaitiekūnas et al.. — Vilnius: Mokslo ir enciklopedijų leidybos institutas, 2012. — Т. XXI: Sama — Skłodowska. — С. 828. — 848 с. — 12 000 экз. — ISBN 978-5-420-01710-4.
- J. M. Sklėrius Kajetonas // Lietuvos dailininkų žodynas / Sudarytoja Lijana Šatavičiūtė-Natalevičienė. — Vilnius: Lietuvos kultūros tyrimų institutas, 2013. — Т. III: 1918—1944. — С. 394—351 — 353. — 520 с. — ISBN 978-9955-868-63-7.